# Colônia de Santa Maria do Mundo Novo
A Colônia de Santa Maria do Mundo Novo foi uma colônia para imigrantes alemães localizada no Rio Grande do Sul, Brasil. Ela compreendia o território dos atuais municípios de Igrejinha, Taquara e Três Coroas.

## História

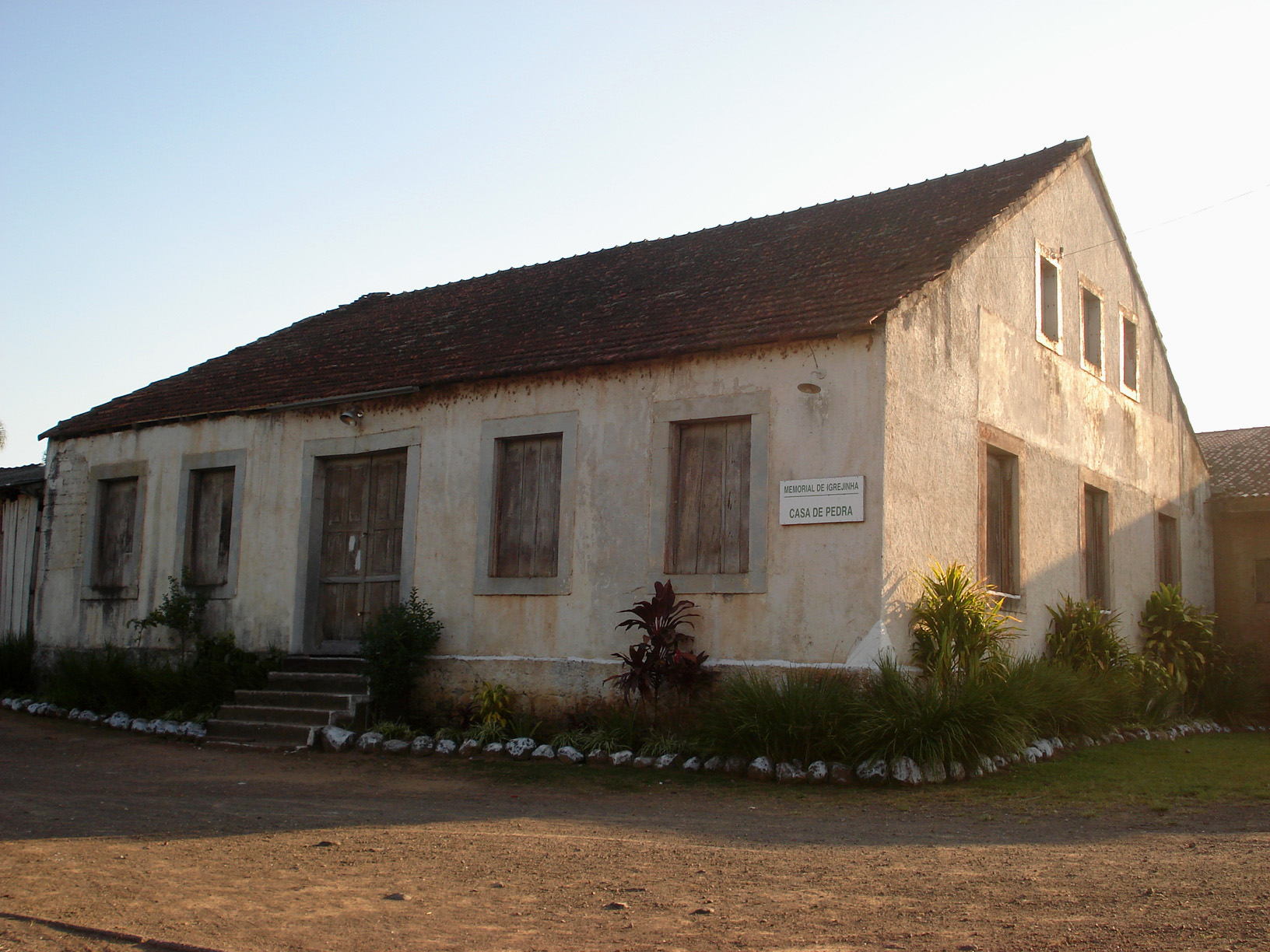
Casa de pedra em 2008

Em 1814 o governo português concedeu a Antônio Borges de Almeida Leães uma sesmaria localizada na costa do rio dos Sinos. Em 1845, Tristão José Monteiro e seu sócio Jorge Eggers adquiriram a sesmaria, então denominada Fazenda Mundo Novo, pertencente a Libânia Inocência Correa de Leães, viúva de Antônio Borges de Almeida Leães. Esta fazenda compreendia os atuais territórios de Igrejinha, de Taquara e de Três Coroas. Em 4 de setembro de 1846, Jorge Eggers vendeu sua parte para Tristão Monteiro. Este criou a Colônia de Santa Maria do Mundo Novo.
A partir de 1846, muitos colonos alemães, vindos de São Leopoldo e diretamente da Alemanha, fixaram-se nessa Colônia e, aos poucos se espalharam pelas margens do rio Santa Maria (hoje Rio Paranhana), rumo ao norte. Grandes partes de terra dessa Colônia foram vendidas a baixo preço aos novos colonizadores, os quais encontraram muitas dificuldades quanto ao cultivo do solo. Eram comuns os conflitos com bugres. A região era montanhosa e não havia estradas, sendo o rio o único meio de escoamento dos produtos colhidos na região, os quais eram transportados em pequenos barcos até Sapiranga, onde eram distribuídos.
A Colônia dividia-se em três seções: Baixa Santa Maria – hoje Taquara, Média Santa Maria – hoje Igrejinha e Alta Santa Maria – hoje Três Coroas. Devido as rivalidades existentes entre os colonos alemães foram criadas novas denominações pejorativas a estes locais: a seção do sul chamaram em seu dialeto de Mau Canto (em alemão: Schlechtes Viertel), a do meio, de Ruela dos Judeus (em alemão: Judengasse) e a mais ao norte de Terra Relaxada (em alemão: Lappland).
Foi na Média Santa Maria, que Tristão Monteiro construiu uma grande casa de alvenaria em estilo Português, a chamada "Casa de Pedra". Esta casa foi construída para instalar a capatazia e o armazém de abastecimento dos primeiros colonos e do pessoal que procedia a medição das terras do vale.
O primeiro censo da região foi realizado por Daniel Hillembrand em 1848. Segundo este levantamento a região contava com 400 habitantes. Em 1854 Tristão Monteiro realizou o segundo censo e constatou que a população havia dobrado, e em 1864 este número aumentou para 1427 moradores.